# Слідство ведуть ЗнаТоКі. Будь-якою ціною
Слідство ведуть ЗнаТоКі. Будь-якою ціною — радянський художній детективний фільм 1977 року, з серії фільмів «Слідство ведуть ЗнаТоКі».

## Сюжет
В камеру попереднього ув'язнення потрапляє дехто Холін, студент, якого звинувачують у навмисному вбивстві. У цій же камері по дрібному господарському злочину сидить Тобольцев, чоловік середніх років, батько двох дітей. Справу Тобольцева веде майор Знаменський, справу Холіну — слідчий Панков. Приблизно через місяць під час допиту Тобольцев раптом заявляє Знаменському, що вбивство, в якому звинувачують Холіна, зробив він, Тобольцев, а юнак не винен.
Знаменський розуміє, що Тобольцев взяв на себе чужу провину, але причина цього не ясна. Холіна відпускають і розслідування починають заново. Слідчий експеримент підтверджує підозри слідчого: Тобольцев погано орієнтується на місці злочину, але, тим не менш, він продовжує наполягати на своєму. Одночасно виявляється, що у сім'ї Тобольцева раптом з'явилася значна сума грошей: теща пояснює, що гроші зібрані його жалісливими товаришами по службі.
З'ясовується, що гроші були переведені поштовим переказом. До Знаменського приходить мати Холіна, вона принесла лист від Тобольцева, в якому той зізнається в нібито скоєному вбивстві. Але вона демонструє підозрілу обізнаність про події, що відбуваються в КПУ, і це переконує слідчого, що між сім'єю Холіна і Тобольцевим існує обмін інформацією. На допиті Тобольцев повідомляє Знаменському, що невиліковно хворий на рак. При подальшому розслідуванні виявляється, що страшний діагноз Тобольцеву був поставлений лікарем-офтальмологом, яка відбуває останні місяці терміну і працює в тюремному медичному блоці, яка представилася Тобольцеву, що звернувся з легким нездужанням, фахівцем-онкологом, і «виявила» у нього невиліковне захворювання. Переконаний в близькій смерті, Тобольцев погоджується взяти на себе чужу провину в обмін на матеріальне забезпечення своєї родини. Розкривши цю комбінацію, Знаменський доводить Тобольцеву, що той здоровий і просто підло обдурений. Вадима Холіна знову затримують. Його мати готова знову «будь-якою ціною» звільнити сина з в'язниці.

## Ролі та виконавці

### Головні ролі
- Георгій Мартинюк —  Знаменський
- Леонід Каневський —  Томін
- Ельза Леждей —  Кібріт

### У ролях
- Микола Пастухов —  Тобольцев, підслідний
- Євген Герасимов —  Вадим Холін, підслідний
- Всеволод Шиловський —  Семен, старший брат Вадима
- Тетяна Карпова —  мати Холіна
- Аркадій Рубцов —  батько Холіна
- Олена Максимова —  Парасковія Андріївна, теща Тобольцева
- Людмила Хмельницька —  Грібенюк, лікар-ув'язнена
- Олександр Назаров —  Аскольд, заарештований
- Дмитро Гошев —  симулянт Водорєзов, заарештований
- Юрій Багінян —  заарештований
- В. Волинський —  слідчий Панков
- Валентина Мартинюк —  Ніна, чергова в тюрмі
- Кирило Глазунов —  конвоїр
- Альбіна Матвєєва —  свідок

## Знімальна група
- Режисер — В'ячеслав Бровкін
- Сценаристи — Олександр Лавров, Ольга Лаврова
- Оператор — Владислав Єфімов
- Композитор — Марк Мінков
- Художник — Лариса Мурашко